# Michele Hicks
Pour les articles homonymes, voir Michele et Hicks.
Michele Hicks, née le 4 juin 1973 au New Jersey, est une actrice et productrice américaine.

## Filmographie

### Comme actrice
- 1999 : Les Frères Falls (Twin Falls Idaho) : Penny
- 2000 : Everything Put Together : April
- 2000 : Ropewalk : Samantha
- 2001 : Mulholland Drive : Nicki Pelazza
- 2001 : New York, section criminelle (Law & Order: Criminal Intent) (série télévisée) : Gia DeLuca (saison 1, épisode 1)
- 2002 : Deadly Little Secrets : Kyra Bennett
- 2003 : Northfork : Mrs. Hope
- 2003 : New York, unité spéciale (Law & Order: Special Victims Unit) (série télévisée) : Kimmie Robinson (saison 4, épisode 23)
- 2003 : New York Stories (court métrage) : Michele
- 2003 : Distress : Emma Hauser
- 2004 : Slogan (téléfilm) : Jesse
- 2004 : Messengers : Sarah Chapel
- 2004 : Les Experts : Manhattan (CSI: NY) (série télévisée) : Robin Prescott
- 2004 : Cold Case : Affaires classées (série télévisée) : Fannie
- 2006 : Heist (série télévisée) : Amy Sykes (6 épisodes)
- 2007 : What We Do Is Secret : Penelope Spheeris
- 2004-2008 : The Shield (série télévisée) : Mara Sewell Vendrell (26 épisodes)
- 2009 : Life (série télévisée) : Nina Fiske
- 2010 : The Mentalist (série télévisée) : Betsy Meyers
- 2011 : Rehab : Sharon
- 2013 : Chlorine : Elise
- 2014 : 2 Bedroom 1 Bath : Rachel
- 2014 : Behind the Door
- 2015 : Blue Bloods (série télévisée) : Cat Holloway
- 2015 : The Mother (court métrage) : Elise Harp
- 2015 : The Wicked Within : Hannah
- 2015 : Public Morals (série télévisée) : Kay O'Bannon (6 épisodes)
- 2015 : The Adventures of Beatle (Guns for Hire) : Beatle
- 2015-2016 : Mr. Robot (série télévisée) : Sharon Knowles (5 épisodes)
- 2017 : Elementary (série télévisée) : Thea Moser
- 2018 : Radio Killer (court métrage) : Kathryn Haskins
- 2018 : Orange Is the New Black (série télévisée) : Michelle Goldstein (2 épisodes)

### Comme productrice
- 2015 : The Wicked Within
- 2015 : The Adventures of Beatle (Guns for Hire)